# Бышковский, Степан Иванович
Степан Иванович Бышковский (1720-е — после 1784) — инспектор Московской Синодальной типографии, российский музыкальный деятель, один из основателей нотопечатания в России.
Происходил из польского дворянства.
С 1742 года работал в Московской синодальной типографии наборщиком, с 1758 года — комиссаром, с 1760 года — протоколистом, с 1768 года — надзирателем, с 1772 года — секретарём, позднее — инспектором (до 1784).
С 1766 года готовил первые издания певческих книг, став зачинателем печатания в 1772 году первых в России линейных нотных книг: «Ирмологий», «Обиход», «Октоих» и «Праздники». Составил «Нотную с краткими примерами грамматику». В 1772 году издал «Азбуку начального учения простого нотного пения».